# 张金良
张金良（1969年11月—），男，山东临朐人，高级会计师，注册会计师，中华人民共和国金融人物，1997年毕业于厦门大学，经济学博士。

## 简历
2014年7月任中国银行副行长；2016年1月任中国光大银行行长；
2018年8月任中国邮政集团公司董事、总经理、党组副书记，2019年5月任中国邮政储蓄银行董事长、党委书记。
2022年4月，任中国建设银行党委副书记；5月，兼任中国建设银行行长。
2024年3月，任中国建设银行党委书记；同月，兼任中国建设银行董事长。